# 高大沟酸浆
高大沟酸浆（学名：Mimulus tenellus var. procerus）为玄参科沟酸浆属下的一个变种。

## 扩展阅读
- 維基物種上的相關：高大沟酸浆